# Fosnavåg
Fosnavåg è una città del comune di Herøy nella contea di Møre og Romsdal, in Norvegia.
Importante centro peschereccio della zona, è diventato anche sede di alcune compagnie pescherecce.